# Études génétiques sur les Juifs
Les études génétiques sur les Juifs s'inscrivent dans le cadre de la génétique des populations. Leur intérêt est d'essayer de mieux appréhender l'origine des différentes populations juives d'aujourd'hui. En particulier, elles tentent de déterminer si elles sont significativement issues du Moyen-Orient ou non. D'autre part, elles cherchent à savoir si un patrimoine génétique commun aux différentes populations juives est décelable.
Ces études montrent des lignées variées dans les populations juives modernes. Toutefois, la plupart de ces populations ont un patrimoine génétique paternel commun, qui remonte à une population ancienne dont les membres se séparèrent et suivirent des évolutions différentes. Ces découvertes font remonter des lignées paternelles des Juifs à des ancêtres issus du Moyen-Orient. Si elles ne sont pas en contradiction avec les traditions juives qui situent l'origine du peuple juif dans des populations hébraïques qui se sont installées au pays de Canaan, elles dessinent une aire géographique d'origine plus large que ces traditions.
Les lignées maternelles sont globalement plus hétérogènes. Elles présentent souvent une particularité originale, qui est le phénomène des « fondatrices ». Dans un grand nombre de communautés, un nombre limité de femmes est à l'origine d'une grande partie de ces groupes. La plupart du temps, l'origine de ces fondatrices est inconnue ou contestée.
Les études réalisées sur un très grand nombre de gènes (non sexués) montrent que Juifs ashkénazes, séfarades (Grèce, Turquie), marocains, syriens et moyen-orientaux (Iran, Irak) font partie d'un groupe génétique commun ayant des origines au Moyen-Orient. Ce groupe est divisé en deux sous-groupes, les Juifs ashkénazes-séfarades-marocains-syriens d'une part et les Juifs moyen-orientaux d'autre part. La différence entre ces deux sous-groupes tient aux apports génétiques moyen-oriental et sud-européen (en particulier italien), tous deux plus ou moins importants dans le premier, et l'apport génétique moyen-oriental dans le second.
Un article publié dans Nature résume ainsi en 2013 les connaissances sur les origines des Juifs ashkénazes : « Alors que les lignées masculines remontent significativement à des ancêtres venus du Proche-Orient (et peut-être d'Europe orientale ou du Caucase), les lignées féminines remontent à l'Europe occidentale préhistorique. Ces résultats mettent en lumière l'importance du recrutement de femmes indigènes et des conversions dans la formation des communautés ashkénazes. »

## Introduction
Les Juifs ne se sont jamais définis en tant que race. Les conversions au judaïsme ont toujours existé et ont parfois même été encouragées dans le passé[réf. nécessaire]. De plus, certains historiens ont souligné le caractère idéologique que pouvaient prendre certaines études. Ainsi l'historien antisioniste Shlomo Sand affirme que la génétique en Israël était déjà, dès les années 1950, une « science biaisée entièrement dépendante d'une conception historique nationale qui s'efforçait de trouver une homogénéité historique nationale au sein des Juifs dans le monde ». Il considère, à propos de ces récentes études génétiques, que « l'information sur le mode de sélection des éléments observés est ténue et de nature à éveiller de sérieux doutes, d'autant plus que les conclusions précipitées sont toujours construites et renforcées au moyen d'une rhétorique dénuée de tout lien avec le laboratoire scientifique ». Enfin, le biologiste Alain F. Corcos, dans son livre The Myth of the Jewish Race : A Biologist's Point of View, rappelle qu'il aurait été utile d'extraire l'ADN d'anciens squelettes et de le comparer à l'ADN de non-Juifs pour avoir une interprétation sûre des données issues de la génétique des populations.
Les études sur la génétique des populations, en particulier celles sur les Juifs, existent et sont nombreuses. Elles intéressent des équipes de chercheurs de diverses nationalités : française, israélienne, américaine, britannique, italienne et espagnole. Elles sont réalisées dans un cadre scientifique standard et publiées dans des revues à comité de lecture. Elles sont reproductibles et subissent un débat contradictoire et ouvert. Elles cherchent à déterminer si, malgré l'histoire complexe des migrations, il est possible de trouver des ancêtres communs aux communautés juives actuelles, ou si celles-ci sont plutôt liées aux populations non juives où elles ont été accueillies.
Depuis les années 1970, de nombreuses études ont tenté de répondre à cette question à l'aide des marqueurs génétiques « classiques » (groupes sanguins, enzymes, etc.). Des réponses contradictoires ont été données en fonction des locus utilisés. Une des explications de ces contradictions est que les variations associées à un locus sont influencées par la sélection naturelle.
Depuis la fin des années 1980 et surtout depuis le début du XXIe siècle, les généticiens ont travaillé sur le chromosome Y (transmis du géniteur aux descendants masculins) et sur l'ADN mitochondrial (transmis de la génitrice aux descendants masculins et féminins), qui ont la particularité d'être transmis intégralement (hors mutation). Il est donc possible de remonter aux ancêtres communs des différentes populations du globe, et en particulier de celles des populations juives. Par ailleurs, de très récentes études ont été réalisées sur un très grand nombre de gènes des chromosomes homologues ou autosomes (tous les chromosomes à l'exclusion des chromosomes X et Y).
À une exception près, ces études ne tentent pas de déterminer un quelconque gène juif. Au cours d'un congrès scientifique en 2003 aux États-Unis, le biologiste juif américain Robert Pollack, de l'université Columbia, et plusieurs scientifiques ont clairement réfuté le fait que l'on puisse déterminer biologiquement la « judéité » d'un individu, puisqu'il n'existe tout simplement pas de séquences ADN qui soient présentes chez les Juifs et absentes chez les non-Juifs.
Il peut sembler paradoxal, de prime abord, de dire d'une part qu'il n'y a pas de gène juif, et d'autre part qu'un certain nombre de communautés juives dans le monde ont une origine génétique commune. Cela provient du fait que la génétique des populations ne s'intéresse pas aux individus, mais consiste en études statistiques qui cherchent à déterminer, par exemple, le pourcentage de « gènes » (ou plus exactement d'haplogroupes) communs à deux populations. Ainsi toutes les « communautés », c'est-à-dire tout ensemble quelconque d'êtres humains pris selon n'importe quel critère (« est chrétien », « sait jouer aux échecs », etc.), ont un ancêtre commun. Cela n'est aucunement spécifique au critère « est juif ». Ainsi, l'ancêtre commun de la communauté humaine est connu sous le nom de Y-MRCA (Y-chromosome Most Recent Common Ancestor).
La lecture de la suite de cet article nécessite quelques connaissances sur la génétique des populations.

## Lignée paternelle: l'ADN du chromosome Y

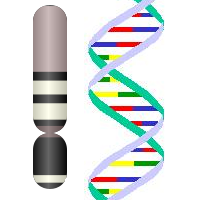
ADN Y.

Les premiers à avoir montré l'existence d'un patrimoine génétique paternel commun entre les Juifs séfarades et ashkénazes sont Gérard Lucotte et Fabrice David en 1992,. En 1993, A. S. Santachiara Benerecetti et ses collègues ont suggéré l'origine proche-orientale de lignées paternelles des Juifs. En 2000, Michael F. Hammer et ses collègues ont réalisé une étude sur plus de mille hommes qui a définitivement établi qu'une partie du « patrimoine génétique paternel des communautés juives d'Europe, d'Afrique du Nord et du Moyen-Orient était issue d'une population ancestrale moyen-orientale commune » et suggérait que « la plupart des communautés juives étaient restées relativement isolées des communautés non juives voisines durant leur vie en diaspora ».
Selon Almut Nebel et ses collègues, plus de 70 % des hommes juifs et la moitié des hommes arabes (habitant seulement Israël ou les territoires palestiniens) dont l'ADN a été étudié, ont hérité leurs chromosomes Y des mêmes ancêtres paternels qui vivaient dans la région il y a quelques milliers d'années.
Environ 30 % à 40 % des Juifs possèdent l'haplogroupe J et ses sous-haplogroupes. Cet haplogroupe est particulièrement présent au Moyen-Orient et sur les rives méridionale et orientale de la Méditerranée. Par ailleurs, 15 à 30 % possèdent l'haplogroupe E1b1b (ou E-M35) et ses sous-haplogroupes.

### ADN-Y des Juifs ashkénazes
Le terme « ashkénaze » est relativement bien défini dans ces études. Il désigne les Juifs vivant ou dont les ancêtres « paternels » ont habité dans les régions d'Europe suivantes : vallée du Rhin en France, Allemagne, Pays-Bas, Autriche, Hongrie, ex-Tchécoslovaquie, Biélorussie, Lituanie, Pologne, Roumanie, Russie et Ukraine. Sont donc exclus les Juifs du sud de l'Europe (Balkans, péninsule Ibérique et Italie).
Il existe actuellement deux hypothèses concernant l'origine du peuplement ashkénaze. L'hypothèse rhénane soutient une dispersion des Juifs par le sud de l’Europe jusqu’à la Rhénanie, puis vers l’Europe de l'Est. Cette première hypothèse est corroborée par l'importance de la communauté juive médiévale en France septentrionale et en Rhénanie expulsée à partir du XIVe siècle. L'œuvre du commentateur Rachi et des Tossafistes, ainsi que les nombreuses « rues des Juifs » existant en France et en Allemagne en témoignent. Selon l’hypothèse khazare, des Juifs auraient franchi le Caucase avant de diffuser vers l'Europe et le reste de l'Asie. Cette dernière hypothèse est corroborée par des témoignages historiques (présence d'une civilisation khazare asiatique possiblement convertie en tout ou partie au judaïsme au VIIIe siècle). La conversion massive de ce peuple permettrait d'expliquer la présence de millions d’Ashkenazes en Europe de l'Est.
Toutes les études ont montré qu'il existait un patrimoine génétique paternel commun entre les Ashkénazes et les autres communautés juives et que ce patrimoine provenait du Moyen-Orient. Cependant elles se sont aussi penchées sur l'apport génétique européen parmi cette population.
Pour M. Hammer et ses collègues en 2000, la contribution génétique européenne globale est estimée entre 16 et 30 % (avec une hypothèse moyenne de 23 %). De plus, les auteurs montrent une forte similitude avec les populations grecques et turques non juives.
Par ailleurs, compte tenu que l'haplogroupe R1b1 est particulièrement abondant chez les populations de l'ouest de l'Europe, les études de Nebel et Behar suggèrent un apport d'environ 10 % de lignée ouest-européenne chez les Ashkénazes. Pour G. Lucotte et ses collègues, l'apport ouest-européen est de l'ordre de 11 %. En 2004, dans la plus importante étude réalisée sur les Juifs ashkénazes, Doron M. Behar et ses collègues donnent un pourcentage d'apport européen de 8,1 % ± 11,4 %. Lorsque le calcul est réalisé en excluant les Juifs néerlandais, la contribution est de 5 % ± 11,6 %.
Deux études menées en 2001 et 2005 par A. Nebel et ses collègues indiquent qu'il existe une fréquence élevée (12,7 %) de l'haplogroupe R1a1 chez les Ashkénazes qui est très fréquent dans les populations de l'est de l'Europe (entre 54 et 60 %). Les auteurs suggèrent que ces chromosomes pourraient rendre compte d'une contribution génétique provenant des populations est-européennes et qu'en particulier environ 12 % du patrimoine génétique paternel des Juifs ashkénazes pourrait provenir des Khazars. Cette hypothèse est aussi soutenue par (en) David B. Goldstein dans son livre Jacob's legacy : a genetic view of Jewish history. À l'inverse, Marina Faerman estime que « l'apport génétique extérieur de populations d'Europe de l'Est est possible chez les Ashkénazes, mais aucune preuve de la contribution d'un hypothétique apport khazar n'a été montré ».
Par ailleurs 7 %, des Juifs ashkénazes possèdent l'haplogroupe G2c, qui est extrêmement rare dans le reste de la population humaine. Il semble qu'il soit présent dans un faible pourcentage chez les Pachtounes en Afghanistan mais l'origine de cet haplogroupe est inconnue. L'haplogroupe Q1b (M378) est également rare dans le reste de la population humaine. On le trouve en faible pourcentage au Pakistan, chez les Hazara et les Sindhi, parmi les Ouigours, au Turkestan chinois, et en Asie centrale mais aussi en Irak.
Parmi les Juifs ashkénazes, les Juifs néerlandais semblent avoir une distribution d'haplogroupes particulière, puisqu'ils possèdent près d'un quart d'haplogroupe R1b1 (R-P25) caractéristique des populations de l'ouest de l'Europe, en particulier le sous-haplogroupe R1b1b2 (M269).
Ainsi le patrimoine génétique paternel des Juifs ashkénazes a une base moyen-orientale avec des contributions significatives des populations de l'Ouest et de l'Est de l'Europe, ainsi que des origines indéterminées.
|             |                 | E1b1b1 (M35)  | E1b1b1 (M35)   | G (M201)   | J1 ou J* (12f2b) | J1 ou J* (12f2b) | J2 (M172)   | J2 (M172)   | Q1 (P36)   | R1a1 (M17) | R1b1 (P25)    | R1b1 (P25)  |
|             | Nb échantillons | E1b1b1a (M78) | E1b1b1c (M123) | G2c (M377) | J1 (M267)        | J*               | J2a* (M410) | J2a1b (M67) | Q1b (M378) |            | R1b1b2 (M269) | R1b1* (P25) |
| Behar 2004  | 442             | 16,1 %        | 16,1 %         | 7,7 %      | 19 %             | 19 %             | 19 %        | 19 %        | 5,2 %      | 7,5 %      | 10 %          | 10 %        |
| Semino 2004 | ~ 80            | 5,2 %         | 11,7 %         | Non testé  | 14,6 %           |                  | 12,2 %      | 9,8 %       | Non testé  | Non testé  | Non testé     | Non testé   |
| Hammer 2009 | important       | ~ 3 %         | ~ 17 %         | ~ 7 %      | ~ 17 %           | ~ 17 %           | ~ 6 %       | ~ 14 %      | ~ 7 %      | Non donné  | ~ 9 %         | ~ 2 %       |
| Nebel 2001  | 79              | 23 %          | 23 %           | ?          | 24 %             | 24 %             | 19 %        | 19 %        | ?          | 12,7 %     | ?             | ?           |
| Shen        | 20              | 10 %          | 10 %           | 5 %        | 20 %             | 5 %              |             | 15 %        | 5 %        | 20 %       | 10 %          |             |

### ADN-Y des Juifs séfarades
Le terme « séfarade » désigne des populations significativement différentes d'une étude à l'autre. Il peut avoir un sens très restrictif en ne faisant référence qu'aux populations parlant le judéo-espagnol (à l'exclusion des Juifs marocains) ou à l'opposé le terme « séfarade » peut désigner l'ensemble des populations juives non ashkénazes (à l'exclusion des juifs d'Éthiopie, du Yémen et des Juifs kurdes). Entre ces deux extrêmes, toutes sortes de variantes existent.
Les investigations faites par A. Nebel et ses collègues sur les relations génétiques entre les Juifs ashkénazes, kurdes et séfarades (Afrique du Nord, Turquie, péninsule Ibérique, Irak et Syrie) indiquent que les Juifs sont plus proches génétiquement des groupes du nord du croissant fertile (Kurdes, Turcs et Arméniens) que de leurs voisins arabes. Il faut toutefois remarquer que seul un très petit échantillon de 78 individus a été étudié (dont 37 Juifs nord-africains, principalement du Maroc).

#### ADN-Y des Juifs d'Afrique du Nord
L'étude la plus importante à ce jour sur les Juifs d'Afrique du Nord a été menée par Gérard Lucotte et ses collègues en 2003. Cette étude a montré que les Juifs d'Afrique du Nord présentaient des fréquences de leurs haplotypes paternels quasiment identiques à celles des Libanais et des Palestiniens non juifs.
Les auteurs ont aussi comparé la distribution des haplotypes des Juifs d'Afrique du Nord avec celle des Juifs ashkénazes et celle des Juifs orientaux et ont constaté un patrimoine commun mais aussi des différences significatives, notamment la présence de deux haplotypes qui sont majoritairement trouvés en Afrique chez les premiers. L'haplotype V a une proportion de 18,6 % chez les Juifs d'Afrique du nord. Les auteurs soulignent que cet haplotype apparait dans des proportions comparables chez les Palestiniens (15,9 %) et les Libanais (16,7 %). L'haplotype IV, que l'on trouve principalement en Afrique sub-saharienne, a une proportion de 8,4 % chez les Juifs d'Afrique du Nord mais est absent chez les juifs Ashkénazes.
La communauté juive de l'ile de Djerba en Tunisie suscite un intérêt particulier, la tradition la faisant remonter à l'époque de la destruction du premier Temple. Deux études ont tenté de vérifier cette hypothèse : la première de G. Lucotte et ses collègues date de 1993, la seconde de l'anthropologue Franz Manni et ses collègues date de 2005. Elles concluent également que le patrimoine génétique paternel des Juifs de Djerba est différent de celui des Arabes et des Berbères de cette île. Pour la première étude, 77,5 % des échantillons testés sont de l'haplotype VIII (probablement similaire à l'haplogroupe J selon Lucotte), la seconde montre que 100 % des échantillons sont de l'Haplogroupe J*. La seconde étude suggère qu'il est peu vraisemblable que la majorité de cette communauté provienne d'une colonisation ancienne de l'Ile alors que pour Lucotte, il est difficile de déterminer si cette fréquence élevée représente réellement une relation ancestrale.
Ces études suggèrent donc que le patrimoine génétique paternel des Juifs d'Afrique du Nord provient majoritairement du Moyen-Orient, avec une contribution africaine, probablement berbère, minoritaire mais significative.

#### ADN-Y des Juifs portugais
Une étude récente de Inês Nogueiro et ses collègues (juillet 2009) sur les Juifs du nord-est du Portugal (région de Trás-os-Montes) a montré que leurs lignées paternelles se composaient de 35,2 % de lignées européennes (R : 31,7 %, I : 3,5 %), de 37 % de lignées proche-orientales (J1 : 12 %, J2-M172 : 25 %), et qu'en conséquence, les Juifs portugais de cette région étaient génétiquement plus proches des autres populations juives que des Portugais non juifs.
| N  | E-M78 | E-M81 | E-M34 | G     | I     | J1     | J2     | T      | R1a   | R1b1b1 | R1b1b1b2 |
| 57 | 3,5 % | 5,2 % | 0 %   | 3,5 % | 3,5 % | 12,3 % | 24,5 % | 15,8 % | 1,8 % | 1,8 %  | 28,1 %   |

#### ADN-Y des Juifs orientaux
Par ailleurs, G. Lucotte et ses collègues montrent que les juifs orientaux (Turquie - 19, Grèce - 10, Irak - 12, Iran - 12 et Syrie - 3) comportent une distribution d'haplotypes comparable mais avec des différences significatives à celle des Libanais et des Palestiniens non juifs.

#### ADN-Y des Juifs romains
Les Juifs romains (Bené Roma) sont comme leur nom l'indique des Juifs se désignant comme originaires de Rome en Italie. M. Hammer et ses collègues montrent que leurs lignées paternelles sont proches de celles des Juifs ashkénazes.

### ADN-Y des Juifs kurdes
Dans l'article de A. Nebel et ses collègues les auteurs montrent que les Juifs kurdes et séfarades ont des patrimoines génétiques paternels non différentiables. L'étude indique que les mélanges entre les Juifs kurdes et leurs hôtes musulmans sont négligeables. M. Hammer avait déjà montré la très forte corrélation entre le patrimoine génétique des Juifs d'Afrique du Nord avec leur coreligionnaires kurdes.

### ADN-Y des Juifs du Yémen
Les études de Peidond Shen et de M. F. Hammer et de leurs collègues montrent que le patrimoine génétique paternel des Juifs du Yémen est similaire à celui des autres populations juives.

### ADN-Y des Juifs d'Éthiopie
Une étude de Lucotte et P. Smets a montré que le patrimoine génétique paternel des Beta Israël (Juifs d'Éthiopie) est proche des populations éthiopiennes non juives. Ceci est cohérent avec le fait que les Beta Israël se sont mariés avec des habitants d'Éthiopie pendant plus d'un millénaire, tandis que ce type d'étude génétique ne saurait déceler l'origine de lointains ancêtres.
Hammer et ses collègues en 2000, ainsi que l'équipe de Shen en 2004 arrivent aux mêmes conclusions, à savoir que les recherches actuelles ne peuvent pas différencier leur patrimoine génétique des autres populations du nord de l'Éthiopie.

### Le cas des familles sacerdotales

#### Étude sur les Cohanim

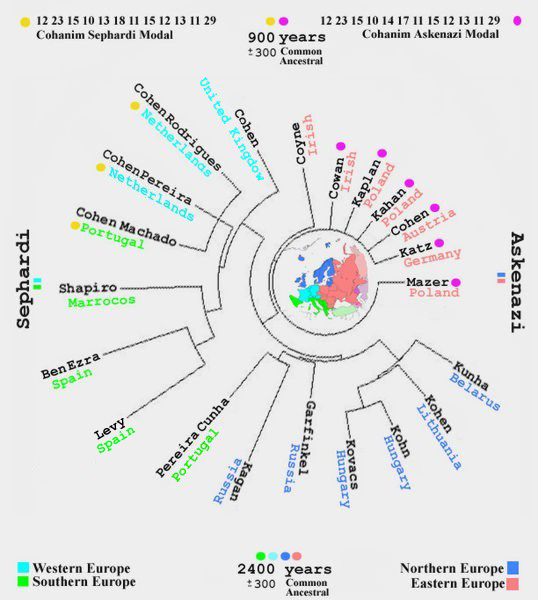
Diagramme sur haplotype (Y) des Cohanim

Le Dr Karl Skorecki, un néphrologue canadien d'origine ashkénaze, a remarqué qu'un homme séfarade qui était un Cohen comme lui avait des caractéristiques physiques complètement différentes. Selon la tradition juive, tous les Cohanim sont les descendants du prêtre Aaron, frère de Moïse. Skorecki a suggéré que si les Cohanim étaient effectivement les descendants d'un seul homme, ils devaient avoir un ensemble de marqueurs génétiques communs.
Pour vérifier cette hypothèse, il a contacté le professeur Michael Hammer, de l'Université de l'Arizona, un chercheur en génétique moléculaire et un pionnier dans la recherche sur le chromosome. Leur article, publié dans « Nature » en 1997, a eu un certain retentissement. Un ensemble de marqueurs particuliers (appelé Cohen Modal Haplotype ou CMH) était en effet plus susceptible d'être plus présent chez les Cohanim, des Juifs contemporains portant le nom de Cohen ou un dérivé, et de ce fait supposés descendre de l'ancienne lignée sacerdotale, que dans la population juive en général. Une origine commune avait été strictement préservée pendant des milliers d'années.
Cependant, des études ultérieures ont montré que le nombre de marqueurs génétiques utilisés et le nombre d'échantillons (de personnes se disant Cohen) n'étaient pas assez grands. La dernière de ces études réalisée en 2009 par Hammer et Behar et leurs collègues dont Skorecki indique qu'il n'existe pas un seul haplogroupe commun à tous les Cohen mais 21 et que 79,5 % des haplogroupes des Cohen proviennent de 5 haplogroupes. Parmi ces cinq haplogroupes le premier (J-P58* ou J1e) tient compte de 46,1 % des Cohen et le second (J-M410 ou J2a) de 14,4 %.
Hammer et Behar ont redéfini un CMH étendu comme étant l'haplotype déterminé par un ensemble de 12 marqueurs et ayant comme « arrière-plan » l'haplogroupe déterminant la plus importante des lignées J1e (46,1 %).
Cet haplotype est absent chez les 2 099 non juifs analysés dans l'étude. Il serait apparu il y a 3000 +/- 1000 ans. Cette dernière étude confirme tout de même que les Cohen actuels descendraient d'un nombre restreint d'ancêtres paternels.

#### Étude sur les Lévites
Contrairement aux Cohanim, des études sur les Lévites montrent une disparité d'origine entre les Lévites ashkénazes et séfarades (non ashkénazes). En effet, une proportion importante (50 % des échantillons testés) de Lévites ashkénazes présente un haplogroupe R1a1 proche des haplogroupes européens alors que l'haplogroupe des Lévites séfarades est proche des haplogroupes des populations proche-orientales. Les auteurs émettent l'hypothèse d'une origine est-européenne des Lévites ayant l'haplogroupe R1a1.

## Lignée maternelle: l'ADN mitochondrial

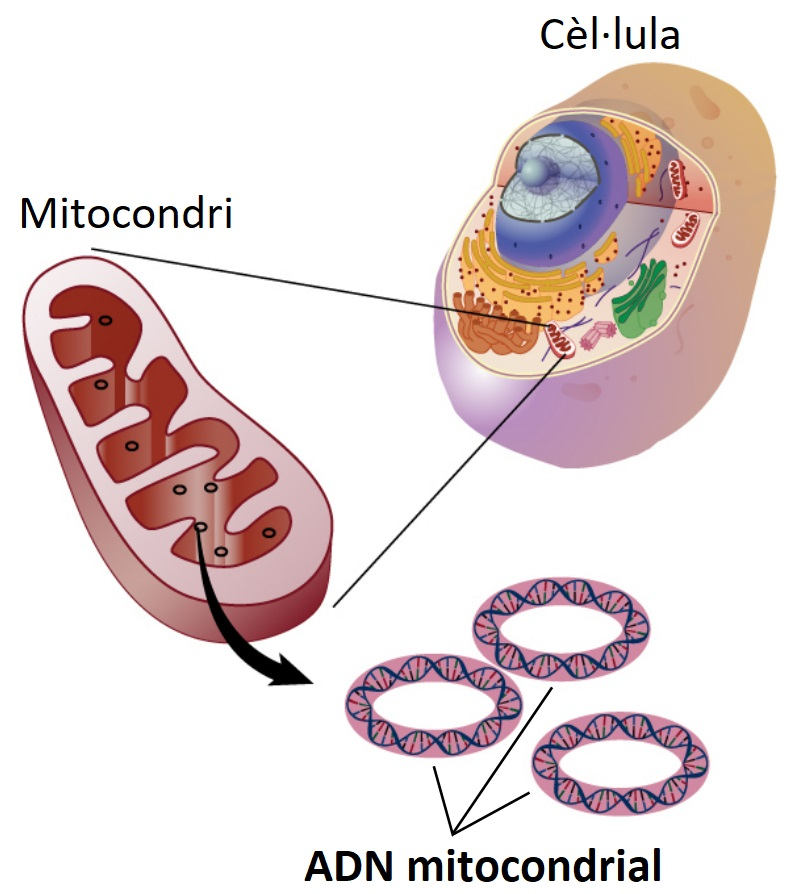
ADN mitochondrial.

Les études sur l'ADN mitochondrial des populations juives sont plus récentes et sont encore sujettes à débat. Cependant, il semble qu'il n'y ait pas de lignées maternelles communes à l'ensemble des populations juives.
Les généticiens attribuent le plus souvent l'origine des populations juives à des individus masculins ayant émigré du Moyen-Orient et ayant pris comme épouses des femmes dans les populations indigènes, qu'ils convertissaient au judaïsme, ce qui semble confirmé par l'étude la plus récente en 2013, au moins pour les Ashkénazes,.
D'autre part, dans un certain nombre de communautés juives, un nombre limité de femmes sont à l'origine d'une grande partie de ces communautés. Ce phénomène est appelé « effet de fondateur ». Il est rare dans les communautés non juives.

### ADN-mt des Juifs ashkénazes
En 2006, une étude de D. Behar et ses collègues indiquent que le patrimoine génétique maternel de 40 % des Ashkénazes proviendrait « de 4 ancêtres femmes » vivant il y a 2 000 ans dont l'origine n'est pas européenne. De plus, la présence de lignées maternelles « sœurs » parmi les Juifs d'Afrique du nord, de France, d'Italie et du Portugal suggère une origine hébraïque ou levantine.
En 2007, une autre étude de J. Feder et collègues semble confirmer l'hypothèse de fondatrices d'origine non locale, cependant elle ne confirme pas explicitement l'origine « levantine » de ces fondatrices.
En 2013, l'étude de M. Richards et collègues est la plus intéressante car elle utilise un ensemble de données sur l’ADN mitochondrial bien plus important que celui des travaux précédents. L' ADN mitochondrial moderne des Juifs ashkénazes se répartit ainsi : 81 % européenne, 8,3 % Proche orientale ; pratiquement aucun ne semble provenir du Caucase Nord. La lignée maternelle des Juifs ashkénazes remonte donc principalement à l’Europe occidentale préhistorique .
Une autre étude d'Eva Fernandez et de ses collègues soutient que les lignées K (prétendument d'origine européenne par Richards et al.) chez les Juifs ashkénazes pourraient avoir une ancienne source proche-orientale.
En 2022, l'étude de Kevin Brook ont utilisé un ensemble de données sur l’ADN mitochondrial encore plus grand que les études précédentes. Selon Brook, des haplogroupes tels que K1a9, R0a2m et U1b1 sont originaires de Asie occidentale. Il a suggéré que plusieurs haplogroupes, parmi lesquels V7a et H11b1, représentent des femmes Slaves occidentales qui se sont converties au judaïsme dans le centre-est de l'Europe. Dans son réexamen de la question des mariages mixtes potentiels avec les Khazars, il n'a trouvé aucun lien génétique direct avec les Tchouvaches ni à aucun des échantillons khazars médiévaux qui ont été collectés à ce jour, mais il a déclaré que l'haplogroupe N9a3a1b1 parmi les Ashkénazes peut avoir un ancêtre Khazar parce que c'est la sous-clade de N9a3a1b, que l'on retrouve parmi les Bachkirs, un peuple turc qui vivent autour des montagnes de l'Oural.

### ADN-mt des Juifs d'Afrique du Nord
L'analyse de l'ADN mitochondrial des populations juives d'Afrique du Nord a fait l'objet d'une nouvelle étude détaillée en 2008 par Doron Behar et ses collègues. Elle montre que les Juifs de certaines régions d'Afrique du Nord (Maroc, Tunisie, Libye) ne partagent pas les haplogroupes de l'ADN mitochondrial typiquement nord-africains (M1 et U6) des populations berbères et arabes. De même, alors que la fréquence d'haplogroupes L sub-sahariens avoisine, en moyenne, 20-25 % chez les populations berbères étudiées, elle n'est que de 1,3 %, 2,7 % et 3,6 % respectivement chez les juifs du Maroc, de Tunisie et de Libye.
L'étude de D. Behar montre également que les Juifs d'Afrique du Nord ne partagent pas non plus leurs lignées maternelles principales avec les Juifs du Proche-Orient.
L'étude révèle également qu'environ 40 % des Juifs de Libye descendraient d'une seule femme et que 43 % des Juifs de Tunisie descendraient de 4 femmes. La lignée maternelle partagée par les Juifs de Libye et de Tunisie a une origine qui se situe dans une région allant du proche et Moyen-Orient jusqu'au Caucase.
Les lignées maternelles des Juifs du Maroc sont très diverses,. M. G. Thomas montre un effet de fondateur mais ceci a été contesté.
Ainsi, les études génétiques montrent des origines « maternelles » diverses chez les Juifs du Maroc, de Tunisie et de Libye (les Juifs d'Algérie n'ayant quant à eux pas fait l'objet d'étude spécifique) mais tendent à réfuter la thèse d'une origine majoritairement berbère.

### ADN-mt des Juifs de la péninsule ibérique
Les données (ADN-mt) récupérée par D. Behar et ses collègues sont localisées dans le village de Belmonte au Portugal dans une communauté descendant de crypto-juifs. Il n'est pas possible de généraliser à l'ensemble de la péninsule ibérique.

### ADN-mt des Juifs d'Éthiopie
Les résultats sont similaires à ceux de la population masculine, à savoir des caractéristiques génétiques identiques à celles des populations environnantes.

### ADN-mt des Juifs de Turquie
L'ADN-mt des Juifs de Turquie est extrêmement divergeant, ce qui signifie que le patrimoine génétique maternel provient d'origines très diverses. L'on retrouve une lignée de type ibérique, ce qui est cohérent avec les données historiques.

### ADN-mt des Juifs de Géorgie
Selon l'étude de M. G. Thomas et ses collègues, 51 % des juifs de Géorgie descendraient d'une seule femme (58 % selon Behar). Malheureusement, une fois de plus, il n'est pas possible de déterminer la provenance de cette lignée.

### ADN-mt des juifs du Yémen
Dans une étude de M. Richards et ses collègues, les auteurs indiquent qu'une faible proportion d'haplogroupes L1 et L3A provenant de lignées sub-sahariennes est présente chez les Juifs du Yémen. Cependant, ces lignées sont 4 fois moins importantes en proportion que chez les Yéménites non juifs. Ces haplogroupes sub-sahariens sont quasiment absents chez les Juifs d'Irak, d'Iran et de Géorgie et sont totalement absents chez les Juifs ashkénazes.
La population juive yéménite présente aussi un effet de fondateur : 42 % des lignées maternelles proviendraient de cinq femmes originaires de l'ouest de l'Asie pour 4 d'entre elles et d'Afrique sub-saharienne pour la dernière.

### ADN-mt des Juifs de Cochin et des Bnei Israel du sous-continent indien
Toujours selon l'étude de 2008 de D. Behar et ses collègues, il est clair que la lignée maternelle des Juifs de l'Inde a une origine locale pour la très grande majorité de la communauté. Cependant, il semblerait que le patrimoine génétique maternel comprenne toujours une lignée maternelle d'origine irakienne/iranienne, voire italienne.

## Chromosomes homologues ou autosomes
Les études dites autosomales portent sur les 22 chromosomes homologues ou autosomes (chromosomes non sexuels) plutôt que sur les lignées maternelles ou paternelles.
Une première étude, réalisée en 2001 par N. Rosenberg et ses collègues, portait sur 6 populations juives (Pologne, Libye, Éthiopie, Irak, Maroc, Yémen) et deux populations non juives (Palestiniens et Druzes). Elle montrait que bien que les 8 populations soient proches, les Juifs de Libye ont une signature génétique distincte, due à leur isolation génétique et à un mélange possible avec les populations berbères. Cette même étude suggère une proximité entre les Juifs du Yémen et ceux d'Éthiopie.
Selon une récente étude autosomale de Kopelman et ses collègues (décembre 2009), les Juifs ashkénazes, turcs, marocains et tunisiens partageraient une origine commune proche-orientale et seraient assez proches des Palestiniens. Toutefois, dans cette étude, les Juifs tunisiens sont distincts des trois autres populations juives. Cela pourrait suggérer, selon les auteurs, une isolation génétique plus importante et/ou une contribution significative des populations locales berbères comme dans le cas des Juifs libyens. Les auteurs précisent également, concernant l'hypothèse de l'origine Khazar des Juifs ashkénazes, que s'ils n'ont pas détecté de différences entre les Juifs ashkénazes et les autres populations juives pouvant confirmer cette hypothèse, ils ont néanmoins détecté une similarité entre les Adyguéens (un groupe du Caucase dont le territoire a été autrefois occupé par les Khazars) et les populations juives étudiées, comme cela avait été observé par Need et al. dans une autre étude.
Une autre étude autosomale de L. Hao et ses collègues (oct. 2009) porte sur sept groupes de populations juives d'origines géographiques différentes (Ashkenazes, Italiens, Grecs, Turcs, Iraniens, Irakiens et Syriens). Elle montre que ces populations partagent toutes une origine proche-orientale commune, bien qu'elles soient génétiquement distinctes. Cette différenciation reflète des mélanges avec les différentes populations locales. Ainsi, parmi les populations juives étudiées, les auteurs ont détecté une contribution européenne, variant de 30 % à 60 % chez les Juifs syriens, séfarades et ashkénazes et pratiquement absente chez les juifs iraniens et irakiens. En juin 2010, les mêmes auteurs (G. Atzmon et ses collègues) « démontrent que les juifs européens/syriens et les Juifs du Moyen-Orient représentent une série d'isolats géographiques liés ensemble par des IBD (identity by descent) partagés. En outre, la proximité génétique des populations juives européennes et syrienne, y compris les Juifs ashkénazes, les unes aux autres, et d'autre part leur proximité avec les populations françaises, italiennes du Nord et Sardes, favorisent l'idée d'une ascendance méditerranéenne non sémitique dans la formation des populations juives d'Europe et est incompatible avec les théories disant que les Juifs ashkénazes sont, pour la plupart, les descendants directs des Khazars ou des Slaves convertis. » D'autres auteurs avaient déjà montré la proximité génétique entre les juifs ashkénazes et les populations du sud de l'Europe (cf. tableau ci-dessous).
|            | Italiens | Grecs  | Espagnols | Allemands | Druzes | Palestiniens | Irlandais | Russes |
| ---------- | -------- | ------ | --------- | --------- | ------ | ------------ | --------- | ------ |
| Ashkénazes | 0.0040   | 0.0042 | 0.0056    | 0.0072    | 0.0088 | 0.0108       | 0.0109    | 0.0137 |

Les Juifs iraniens et irakiens sont les plus différenciés, ils ont par ailleurs la plus grande distance génétique avec les autres populations juives. Ils ont un fort coefficient de consanguinité, bien qu'un certain degré de mélange ait pu se produire avec les populations locales.
En juin 2010, Behar et ses collègues ont étudié 14 populations juives. Ils montrent que «  la plupart des Juifs (échantillonnés pour son étude) forment un sous-groupe remarquablement étroit, qui recouvre les Druzes et les Chypriotes, mais pas les échantillons provenant d'autres populations du Levant ni les populations d'accueil de la diaspora. En revanche, les Juifs éthiopiens (Falashas) et les Juifs d'Inde (Bene Israël et Cochini) sont regroupés avec les populations autochtones éthiopiennes et d'Inde occidentale, respectivement, malgré un lien clair entre le patrimoine génétique paternel des Bene Israël et le Levant. […] L'explication la plus prudente de ces observations est celle d'une origine génétique commune, ce qui est cohérent avec une formation historique du peuple juif en tant que descendant des anciens Hébreux et des résidents d'Israël du Levant. » Contrairement à G. Atzmon, D. Behar ne montre pas de lien entre les populations juives et les populations non sémitiques du bassin méditerranéen.
En juillet 2010, Bray et ses collègues « confirment l'existence d'une relation plus étroite entre les Ashkénazes et plusieurs populations européennes (Toscans, les Italiens et Français) qu'entre les Ashkénazes et les populations du Moyen-Orient. » Et ils ajoutent que « dans l'ensemble, nos résultats, avec ceux d'études précédentes, supporte le modèle d'origine moyen-orientale de la population Ashkénazes suivie par un mélange ultérieur avec des Européens ou des populations proches des Européens. Nos données impliquent en outre que les Juifs ashkénazes modernes sont peut-être même plus proches des Européens que les populations du Moyen-Orient. » Le niveau de mélange avec la population européenne est estimé entre 35 et 55 % confirmant les études de Hao et de Atzmon.
En octobre 2010, Zoossmann-Diskin est encore plus catégorique. Il soutient que les populations juives ne partagent pas une origine commune et que les juifs d'Europe de l'Est sont plus proche des Italiens en particulier et des autres populations européennes en général que des autres populations juives. Il estime que des erreurs de biais expliquent les résultats opposés obtenus par les auteurs précédents. Selon lui, les Ashkénazes sont des Européens, probablement descendants de Romains qui se sont convertis au judaïsme, alors que le judaïsme était la première religion monothéiste du monde antique.
En avril 2011, Moorjani et ses collègues, utilisant une nouvelle méthode d'estimation des origines ancestrales, ont montré que les sept populations juives étudiées dans leur étude présentaient entre 3 et 5 % de gènes d'Afrique sub-saharienne (Italiens 4,9 %, Grecs 4,8 %, Turcs 4,5 %, Syriens 3,9 %, Iraquiens 3,8 %, Ashkenazes 3,2 %, Iraniens 2,6 %). Ce flux de gènes africains, non détecté jusqu'alors par les analyses classiques fondées sur le chromosome Y et l'ADN mitochondrial, a pu se produire il y a environ 2 000 ans.
En 2012, Campbell et ses collègues montrèrent que les juifs d'Afrique du Nord (Maroc, Algérie, Tunisie, Djerba et Libye) formaient un groupe proche des autres populations juives dont l'origine se trouve au Moyen-Orient, avec des apports variables d'Europe (35-40 %) et d'Afrique du Nord (20 %). Deux sous-groupes principaux ont été identifiés, marocain/algérien d'une part et djerbien/libyen d'autre part (les juifs de Tunisie étant partagés entre les deux sous-groupes). Les auteurs ajoutent que cette étude est compatible avec l'histoire des juifs d'Afrique du Nord, à savoir une fondation durant l'Antiquité avec un prosélytisme des populations locales, suivi d'une isolation génétique durant la période chrétienne et islamique, et enfin un mélange avec les populations juives séfarades émigrées durant et après l'inquisition.
Toujours en 2012, Elhaik analysa l'ensemble des données génétiques collectées par les précédents auteurs. Il conclua que l’hypothèse d'une origine khazare des juifs ashkénazes était plus vraisemblable que l'hypothèse « rhénane ». Il décrivit le génome juif comme une mosaïque d'ancêtres caucasiens, européens et sémites. Pour cette étude, des Palestiniens ont été utilisés en tant que substitut génétique aux Juifs antiques, tandis que des Druzes ont été dépeints en tant qu'immigrants non sémites. Les Arméniens et les Géorgiens ont aussi été utilisés comme substituts génétiques pour les Khazars, qui parlaient une langue turcique. À partir de ces éléments, une forte affinité avec le Caucase a été proposée, en raison de la plus forte similarité génétique de ces groupes juifs vis-à-vis des Arméniens, Géorgiens, Juifs azéris, Druzes et Chypriotes, en contraste avec une similarité génétique beaucoup plus faible avec les Palestiniens. Cette composante caucasienne est donc interprétée comme une consolidation de l'hypothèse Khazare pour expliquer une partie de l'ascendance des Juifs ashkénazes.
Une étude réalisée en 2013 par Doron M. Behar, Mait Metspalu, Yael Baran, Naama M. Kopelman et Bayazit Yunusbayev et al. utilise l'intégration des génotypes sur le plus grand ensemble de données nouvellement collecté disponible à ce jour (1 774 échantillons provenant de 106 populations juives et non juives) pour évaluer les origines génétiques juives ashkénazes des régions d'ascendance ashkénaze potentielles : (Europe, Moyen-Orient et région historiquement associée au Khazar Khaganate). Elle conclut que "cette étude la plus complète ... ne change pas, et renforce en fait, les conclusions de multiples études antérieures, y compris la nôtre et celles d'autres groupes (Atzmon et autres, 2010; Bauchet et autres, 2007 ; Behar et al., 2010; Campbell et al., 2012; Guha et al., 2012; Haber et al., 2013; Henn et al., 2012, Kopelman et al., 2009; Seldin et al., 2006; Tian et al., 2008). Nous confirmons l'idée que les Juifs ashkénazes, nord-africains et séfarades partagent une ascendance génétique substantielle et qu'ils la dérivent des populations du Moyen-Orient et d'Europe, sans aucune indication d'une contribution Khazar détectable à leurs origines génétiques. "
Les auteurs ont également réanalysé l'étude de 2012 sur Eran Elhaik et ont constaté que «L'hypothèse provocatrice selon laquelle les Arméniens et les Géorgiens pourraient servir de substituts appropriés aux descendants khazars pose problème pour plusieurs raisons, car les preuves de l'ascendance parmi les populations du Caucase ne reflètent pas l'ascendance khazar ". En outre, les auteurs ont constaté que "même s'il était permis que les affinités du Caucase puissent représenter l'ascendance khazar, l'utilisation des Arméniens et des Géorgiens comme mandataires khazars est particulièrement pauvre, car ils représentent la partie sud de la région du Caucase, alors que le Khazar Khaganate était centré dans le Caucase du Nord et plus au nord. De plus, parmi les populations du Caucase, les Arméniens et les Géorgiens sont géographiquement les plus proches du Moyen-Orient et devraient donc a priori présenter la plus grande similitude génétique avec les populations du Moyen-Orient. " Concernant la similitude des populations du Caucase du Sud avec les groupes du Moyen-Orient, qui a été observée au niveau du génome entier dans une étude récente (Yunusbayev et al., 2012). Les auteurs ont constaté que «toute similitude génétique entre les Juifs ashkénazes et les Arméniens et les Géorgiens pourrait simplement refléter une composante d'ascendance commune du Moyen-Orient, apportant en fait un soutien supplémentaire à une origine moyen-orientale de Juifs ashkénazes, plutôt qu'une allusion à une origine khazar». Les auteurs affirment : "Si l'on admet la prémisse que la similitude avec les Arméniens et les Géorgiens représente l'ascendance khazar pour les Juifs ashkénazes, alors, par extension, il faut également affirmer que les Juifs du Moyen-Orient et de nombreuses populations méditerranéennes d'Europe et du Moyen-Orient sont également des descendants khazars. Cette affirmation est clairement non valide, car les différences entre les diverses populations juives et non juives de l'Europe méditerranéenne et du Moyen-Orient sont antérieures à la période des Khazars de plusieurs milliers d'années ". Les auteurs constatent que la plus grande affinité et l'ascendance commune des Juifs ashkénazes étaient d'une part avec d'autres groupes juifs d'Europe du Sud, de Syrie et d'Afrique du Nord, et d'autre part avec les Européens du Sud (comme les Italiens) et les Levantins modernes (comme les Druzes, les Chypriotes , Libanais et Samaritains). En plus de ne trouver aucune affinité chez les Ashkénazes avec les populations du nord du Caucase, les auteurs n'ont trouvé aucune affinité plus grande chez les juifs ashkénazes avec le sud du Caucase et les populations modernes (comme les arméniens, les azéris et les géorgiens) que chez les juifs non ashkénazes ou le milieu non juif du milieu oriental (tels que les Kurdes, les Iraniens, les Druzes et les Libanais),.

Une étude plus récente de Haber et al., faite en 2013, dit que malgré la plupart des études sur le Levant, concentrées sur les populations de la diaspora juive en particulier, qui démontrent que les « Juifs forment un groupement génétique distinct au sein du Moyen-Orient », ces mêmes études ne précisent pas « si les facteurs formant cette structure concernent d'autres groupes au sein du Levant ». Les auteurs mettent en évidence le fait que les populations du Levant actuel descendent de deux populations ancestrales majeures. Un ensemble de caractéristiques génétiques sont partagées avec les Européens actuels et les peuples d'Asie Centrale, et constituent l'élément le plus proéminent au Levant parmi les « Libanais, Arméniens, Chypriotes, Druzes et Juifs, de même que chez les Turcs, Iraniens et les populations du Caucase ». Un second ensemble de caractéristiques héréditaires est partagé avec des populations venant d'autres parties du Moyen-Orient ainsi que certaines populations africaines. Les populations levantines modernes incluses au sein de cette catégorie comprennent les « Palestiniens, Jordaniens, Syriens, ainsi que les Nord-Africains, Éthiopiens, Saoudiens et Bédouins ». Au sujet de cette seconde composante génétique, les auteurs notent que tandis qu'elle corrèle avec « le modèle de l'expansion Islamique », et qu' « un Levant pré-datant l'expansion Islamique était plus génétiquement similaire aux Européens qu'aux Moyen-Orientaux », ils observent cependant que « sa présence au sein des Libanais chrétiens, Juifs séfarades et ashkénazes, Chypriotes et Arméniens suggère que son expansion au Levant pourrait aussi représenter un événement plus ancien ». Les auteurs trouvent aussi une forte corrélation entre l'obédience religieuse et l'ascendance au Levant :
« Tous les Juifs (séfarades et ashkénazes) sont regroupés en une branche ; les Druzes du Mont-Liban et du mont Carmel sont représentés sur une branche privée ; et les chrétiens libanais forment une branche privée avec les populations chrétiennes d'Arménie et de Chypre, plaçant les musulmans libanais en tant que groupe externe. Les populations principalement musulmanes de Syriens, Palestiniens et Jordaniens sont regroupées sur des branches avec d'autres populations musulmanes aussi éloignées que le Maroc et le Yémen. »
Une étude autosomique de 2017 faite par Xue, Shai Carmi et al. trouve un mélange à peu près égal d'ascendance du Moyen-Orient et d'Europe chez les Juifs ashkénazes: la composante européenne vient largement d'Europe du Sud avec une minorité issue d'Europe de l'Est, et l'ascendance moyen-orientale montre la plus forte affinité pour les populations levantines telles que les Druzes et les Libanais.
Une étude génétique datée de 2020 sur le Levantin méridional de l'âge du bronze (période cananéenne) est la preuve d'une migration à grande échelle de populations liées à celles du Zagros ou du Caucase vers le sud du Levant à l'âge du bronze (résultant en une population cananéenne de l'âge du bronze issue de ces deux migrants et les peuples levantins néolithiques antérieurs). Elle suggère une continuité génétique substantielle à partir de l'âge du bronze au Levant, à la fois dans les populations levantines arabophones non juives modernes (telles que les Syriens, les Libanais, les Palestiniens et les Druzes) et les groupes juifs (tels que les Marocains, Ashkénazes et Juifs Mizrahi), qui se sont tous avérés porter un degré significatif d'ascendance levantine de l'âge du bronze. Les juifs ashkénazes tirent plus de la moitié de leur ascendance des levantins de l'âge du bronze et environ 41% d'un mélange européen, et l'arabe - Levantins parlant, juifs marocains et juifs Mizrahi tirent une plus grande majorité de leur ascendance de cette population. On constate que les Juifs éthiopiens tirent la majorité de leur ascendance d'une composante d'Afrique de l'Est ou de la Corne, mais portent également une ascendance mineure de type cananéen.
En décembre 2022, Shamam Waldman et ses collègues ont publié une étude avec des données génomiques obtenues du cimetière juif médiéval d'Erfurt, en Allemagne. Ils ont comparé ces Juifs aux Juifs modernes. Ils montrent que les Juifs ashkénazes modernes descendent principalement de deux populations juives. L'une de ces populations était étroitement liée aux populations du Moyen-Orient et ressemblait particulièrement aux Juifs ashkénazes modernes de France et d'Allemagne et aux Juifs séfarades modernes de Turquie. L'autre groupe avait une contribution substantielle des populations d'Europe de l'Est. Les Ashkénazes modernes d'Europe de l'Est descendent à environ 60 % le premier groupe et 40 % du second.

## Comparaison avec le patrimoine génétique de populations non juives

### Les Samaritains
Les Samaritains sont une population ancienne du nord de la Palestine historique, où ils sont historiquement bien identifiés depuis au moins le IVe siècle av. J.-C. Ils se définissent comme étant les descendants des tribus d'Ephraïm et de Manassé (deux tribus issues de la Tribu de Joseph) vivant dans le royaume de Samarie avant sa destruction en -722. Pour eux, les Juifs ne sont que les descendants des Israélites de l'ancien royaume sudiste de Juda (ou de Jérusalem).
Une étude de Peidond Shen et de ses collègues parue en 2004 compare l'ADN-Y et l'ADN-mt de 12 hommes samaritains à ceux de 158 hommes non samaritains, répartis entre 6 populations juives (d'origines ashkénaze, marocaine, libyenne, éthiopienne, irakienne et yéménite) et 2 populations non juives israéliennes (druzes et arabes). L'étude conclut que des ressemblances significatives existent entre les lignées paternelles des Juifs et des Samaritains, mais que les lignées maternelles diffèrent entre les deux populations.

### Les Lembas
Les Lembas sont des clans dispersés parmi les tribus de langue bantoue au Zimbabwe et au nord de l'Afrique du Sud. La tradition orale fait remonter l'origine des Lembas aux Juifs de Sanaa au Yémen. Certaines pratiques rappellent des pratiques juives (circoncision, loi alimentaire…). Deux études ont tenté de déterminer l'origine paternelle de ces tribus. La première réalisée par A. B. Spurdle et T. Jenkins date de 1996 et suggère que plus de la moitié des Lembas testés sont d'origine sémite. La seconde étude de Mark G. Thomas et ses collègues date de 2000 et suggère aussi qu'une partie des Lembas ont une origine sémite qui peut provenir d'un mélange de populations arabes et juives. De plus, les auteurs montrent qu'un des clans lembas (le clan Buba) possède une grande proportion de l'ancien CMH (ensemble de marqueurs particuliers appelé Cohen Modal Haplotype).

### Habitants de la péninsule Ibérique
D'après une étude de Adams de 2008, les habitants de la péninsule Ibérique auraient en moyenne 20 % d'ancêtres Juifs séfarades avec des variations géographiques importantes allant de 0 % à Minorque à 36,3 % dans le Sud du Portugal (le terme « séfarade » est ici pris dans son sens strict à savoir les Juifs établis dans la péninsule Ibérique avant leur expulsion en 1492). Cette origine pourrait aussi, selon les auteurs, être d'origine néolithique.

## Maladies héréditaires génétiques
Des maladies héréditaires très rares se retrouvent à la fois dans les populations séfarades et ashkénazes, ce qui suggère « leur présence bien avant leur l’exil du Moyen-Orient ». Les Juifs ashkénazes ont des prédispositions particulières à un certain nombre de maladies héréditaires, parce qu'une mutation provenant d'un seul « fondateur » s'est transmise au cours des générations. La maladie de Gaucher est la plus fréquente dans la population juive ashkénaze. Les maladies de Tay-Sachs et de Canavan, le syndrome de Bloom, la dystonie idiopathique et la dysautonomie familiale sont également beaucoup plus fréquentes au sein de la population juive ashkénaze que chez les populations non juives. Pour leur part, les Juifs séfarades sont plutôt sujets à la maladie périodique (Familial Mediterranean Fever),.
Par ailleurs, une mutation particulière (G2019S) joue aussi un rôle important dans la maladie de Parkinson chez des patients d’origine juive - ashkénaze - et aussi chez les Arabes d'Afrique du Nord, ce qui suggèrerait, selon les auteurs, une origine moyen-orientale commune,.
Une maladie du tube digestif, liée à une mutation du gène DGAT-1, a été repérée en 2014 chez des Juifs ashkénazes des États-Unis et du Canada.